# Château de Berat
 (juin 2024).
Si vous disposez d'ouvrages ou d'articles de référence ou si vous connaissez des sites web de qualité traitant du thème abordé ici, merci de compléter l'article en donnant les références utiles à sa vérifiabilité et en les liant à la section « Notes et références ».
Le château de Berat est une forteresse qui domine la ville de Berat en Albanie. Elle date principalement du XIIIe siècle et contient plusieurs églises byzantines et des mosquées ottomanes. Elle est construite sur une colline rocheuse sur la rive gauche de la rivière Osum (en) et est accessible seulement par le côté sud.

## Histoire
Après avoir été détruits par les Romains en 200 av. J.-C., les murs furent remontés au Ve siècle par l'empereur Théodose II, puis au VIe siècle par Justinien et encore au XIIIe siècle par Michel Ier Doukas pendant le despotat d'Épire. L'entrée principale, côté nord, est défendue par une cour fortifiée avec trois petites entrées.
La forteresse dans son état actuel est un site remarquable malgré les dégâts considérables qu'elle a subis.

## En quelques images

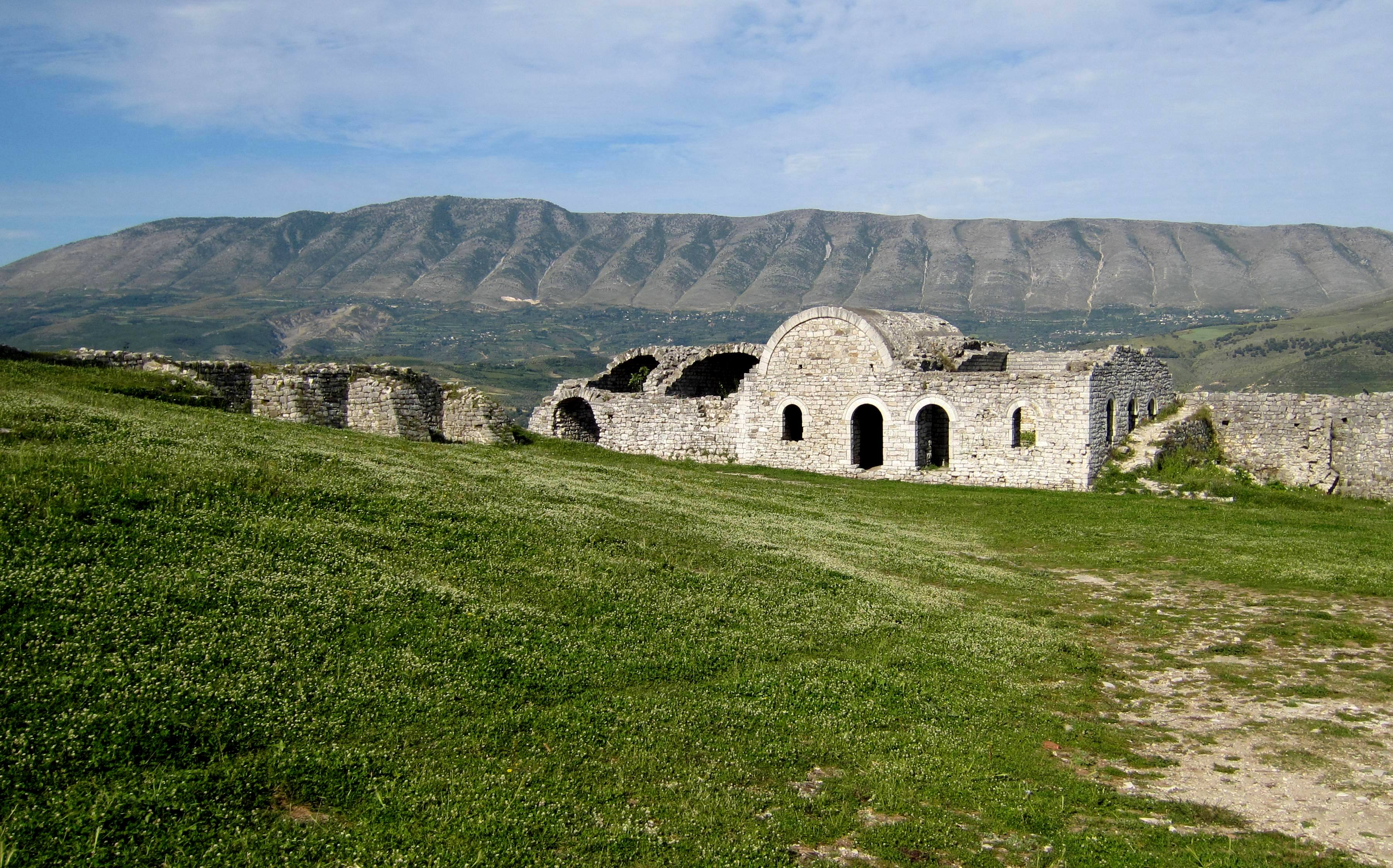
La mosquée blanche, monument en Albanie, numéro : BR459
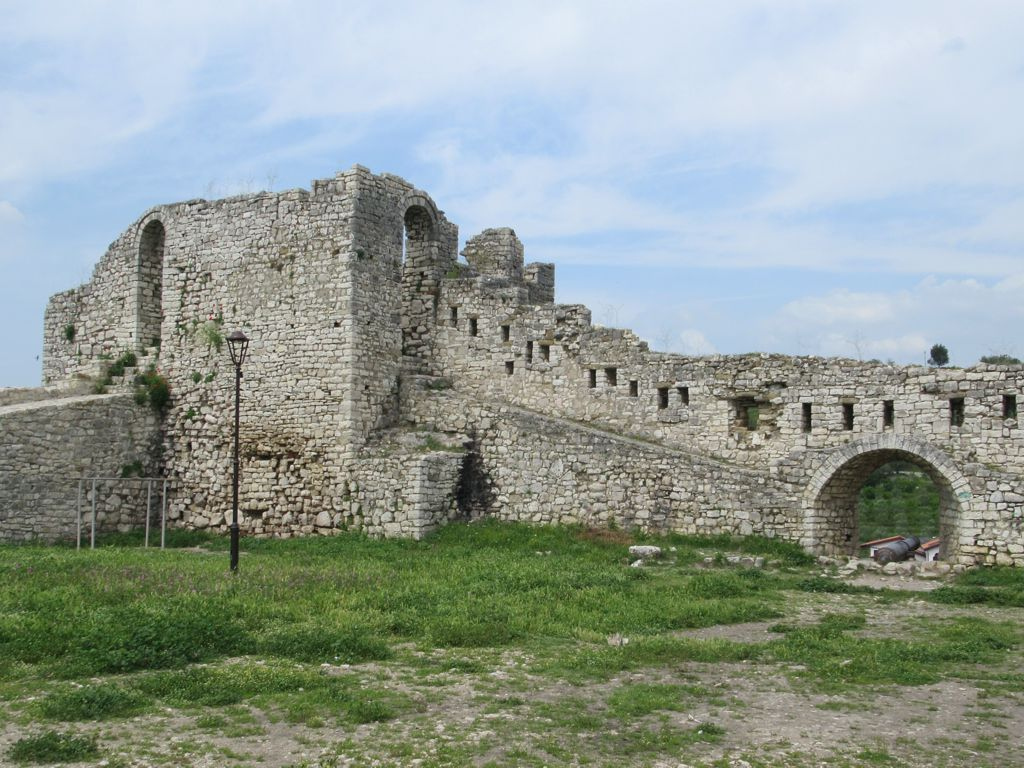
Les fortifications.
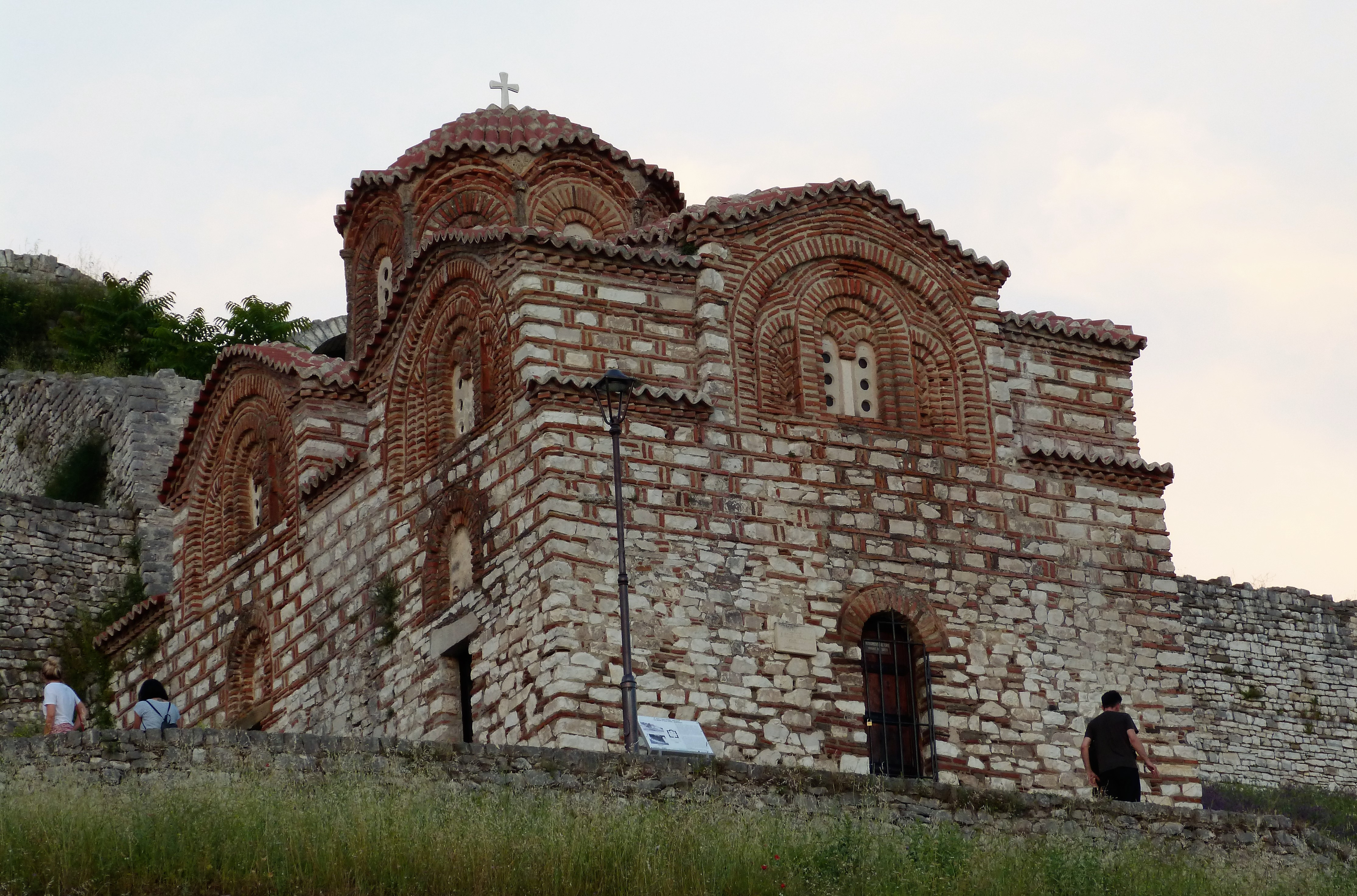
Église byzantine.

## Source
- (en) Cet article est partiellement ou en totalité issu de l’article de Wikipédia en anglais intitulé « Berat Castle » (voir la liste des auteurs).